# Eddie Hertzberger
Eddie Hertzberger (tudi Eddy Hertzberger), nizozemski dirkač, * 17. oktober 1904, Rotterdam, Nizozemska, † 2. maj 1993, Švica.
Hertzberger je bil bogat poslovnež, ki je obogatel s proizvodnjo konfekcijskih oblačil. V dvajsetih letih se je kratek čas ukvarjal z boksom, jadranjem in smučanjem, najbolj pa ga je pritegnil motošport. Kupil je več dirkalnikov, tudi MG K3, 3,4 litrski Bentley in Aston Martin. Največji uspeh je dosegel z zmago na dirki za Veliko nagrado Frontieresa v sezoni 1936, zmagal pa je tudi na isti dirki leta 1937 v razredu Voiturette. Nastopil je na dirki za 24 ur Le Mansa v letih 1935 in 1937 ter dirki Mille Miglia 1938, toda na vseh treh dirkah je odstopil. Leta 1938 je po poroki prenehal dirkati. Umrl je leta 1993 v Švici. Še vedno je edini nizozemski zmagovalec dirke za Veliko nagrado. 